# Yong’an

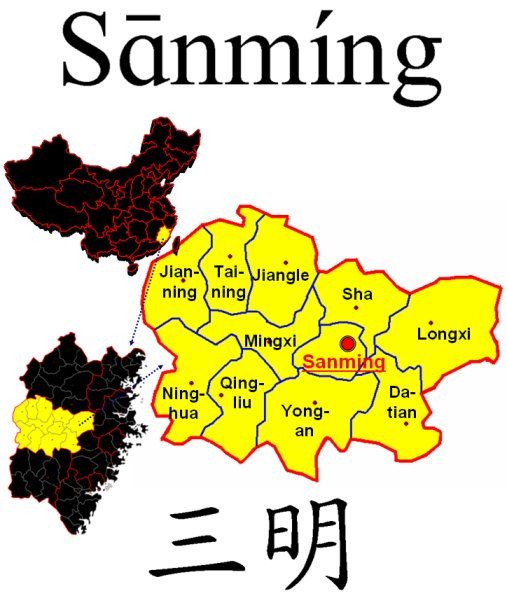
Kreisebene der Stadt Sanming

Yong’an (chinesisch 永安市, Pinyin Yǒng’ān Shì) ist eine kreisfreie Stadt, die zum Verwaltungsgebiet der bezirksfreien Stadt Sanming der chinesischen Provinz Fujian gehört. Sie hat eine Fläche von 2.931 km² und zählt 344.793 Einwohner (Stand: 2020). Die Stadt liegt am Sha-Fluss (沙溪), der in den Min-Fluss (Min Jiang) mündet.
Das Hotel Yan Jiang International ist mit 26 Etagen das höchste Gebäude der Stadt und besitzt fünf Sterne.
Der buddhistische Tempel Yunyan Si (云岩寺) liegt im Dorf Xiadu (下渡村) des Straßenviertels Yanxi, am Ufer des Sha-Flusses, der hier auf fünf Kilometern Länge auch "Yan Jiang" (燕江) genannt wird.
Die Stätte Anzhenbao (Anzhenbao 安贞堡), ein Fort aus der Zeit der späten Qing-Dynastie, steht seit 2001 auf der Liste der Denkmäler der Volksrepublik China (5-325) und liegt außerhalb der Stadt. Ebenso beginnt der Nationalpark mit dem Tao Yuan Cave, LinYin Stoneforest und Pinglü Mountain am nordöstlichen Rande Yong’ans und lädt zu zahlreichen Wanderungen ein.

## Administrative Gliederung
Auf Gemeindeebene setzt sich Yong’an aus vier Straßenvierteln, sieben Großgemeinden, drei Gemeinden und einer Nationalitätengemeinde zusammen. Diese sind:
- Straßenviertel Yanbei (燕北街道);
- Straßenviertel Yandong (燕东街道);
- Straßenviertel Yannan (燕南街道);
- Straßenviertel Yanxi (燕西街道);
- Großgemeinde Ansha (安砂镇);
- Großgemeinde Caoyuan (曹远镇);
- Großgemeinde Dahu (大湖镇);
- Großgemeinde Gongchuan (贡川镇);
- Großgemeinde Hongtian (洪田镇);
- Großgemeinde Xiaotao (小陶镇);
- Großgemeinde Xiyang (西洋镇);
- Gemeinde Huainan (槐南乡);
- Gemeinde Shangping (上坪乡);
- Gemeinde Luofang (罗坊乡);
- Gemeinde Qingshui der She (青水畲族乡).

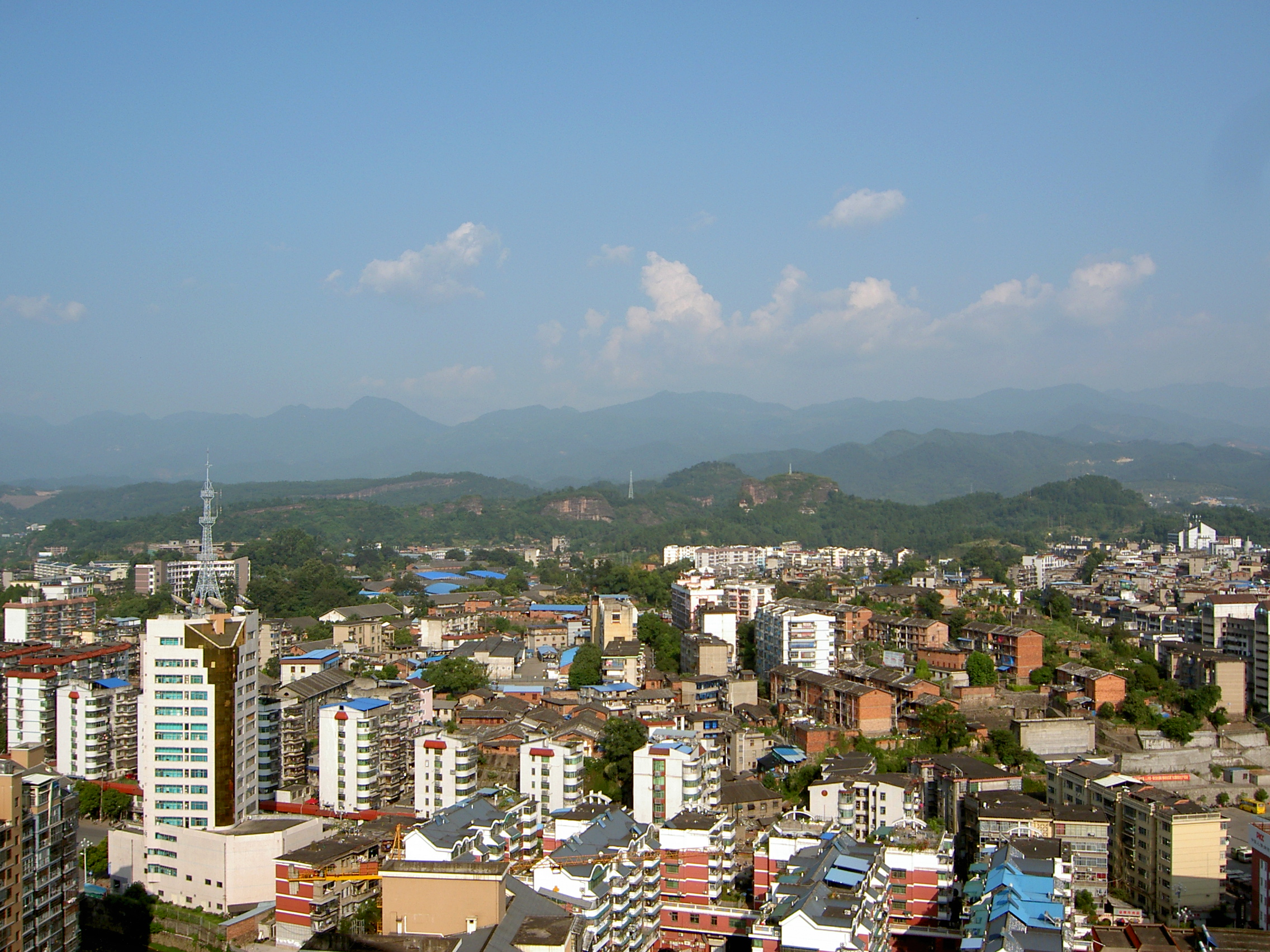
Blick aus dem Yan-Jiang-Hotel in Richtung Osten
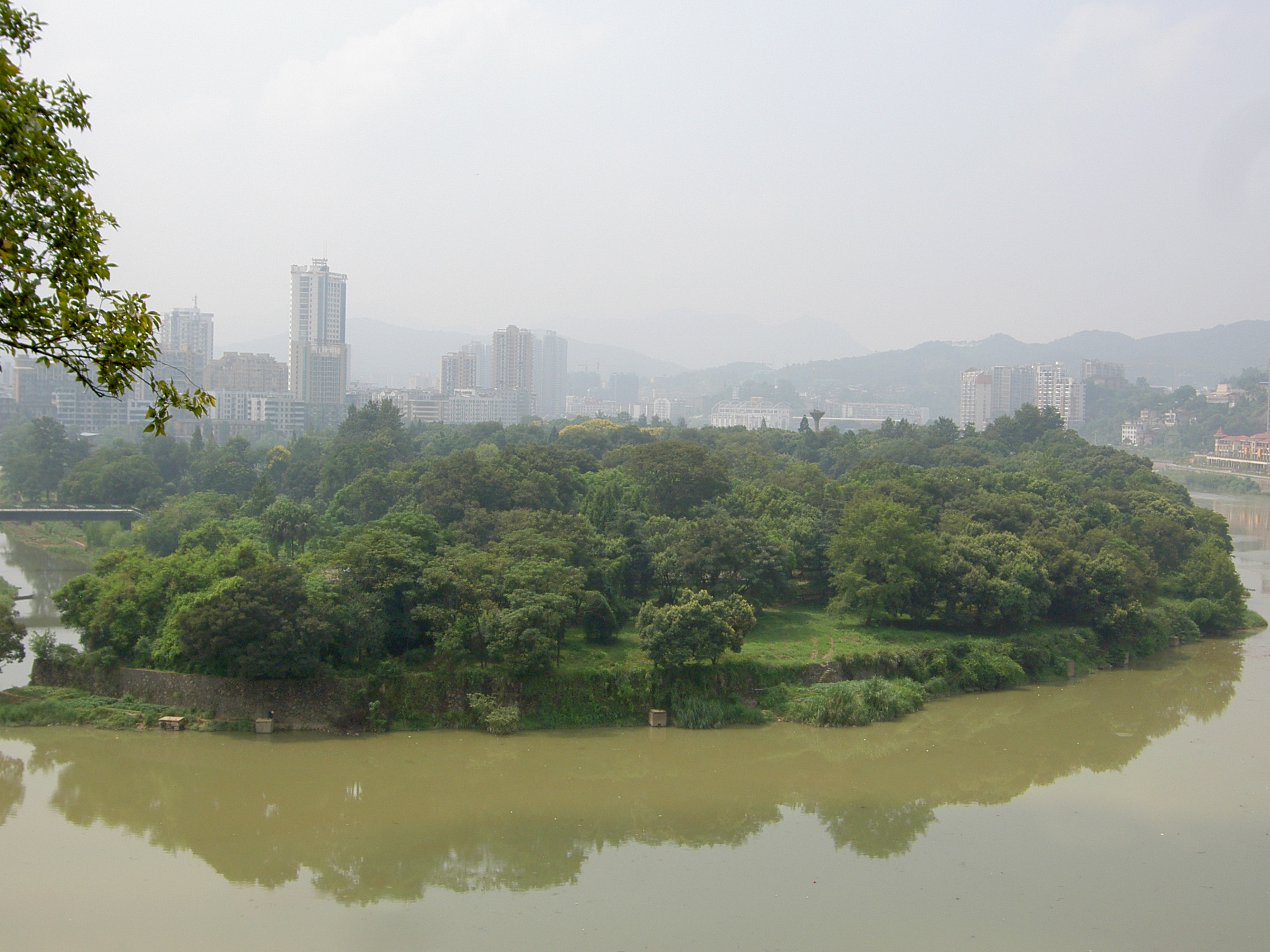
Sha-Fluss und Guishan-Park
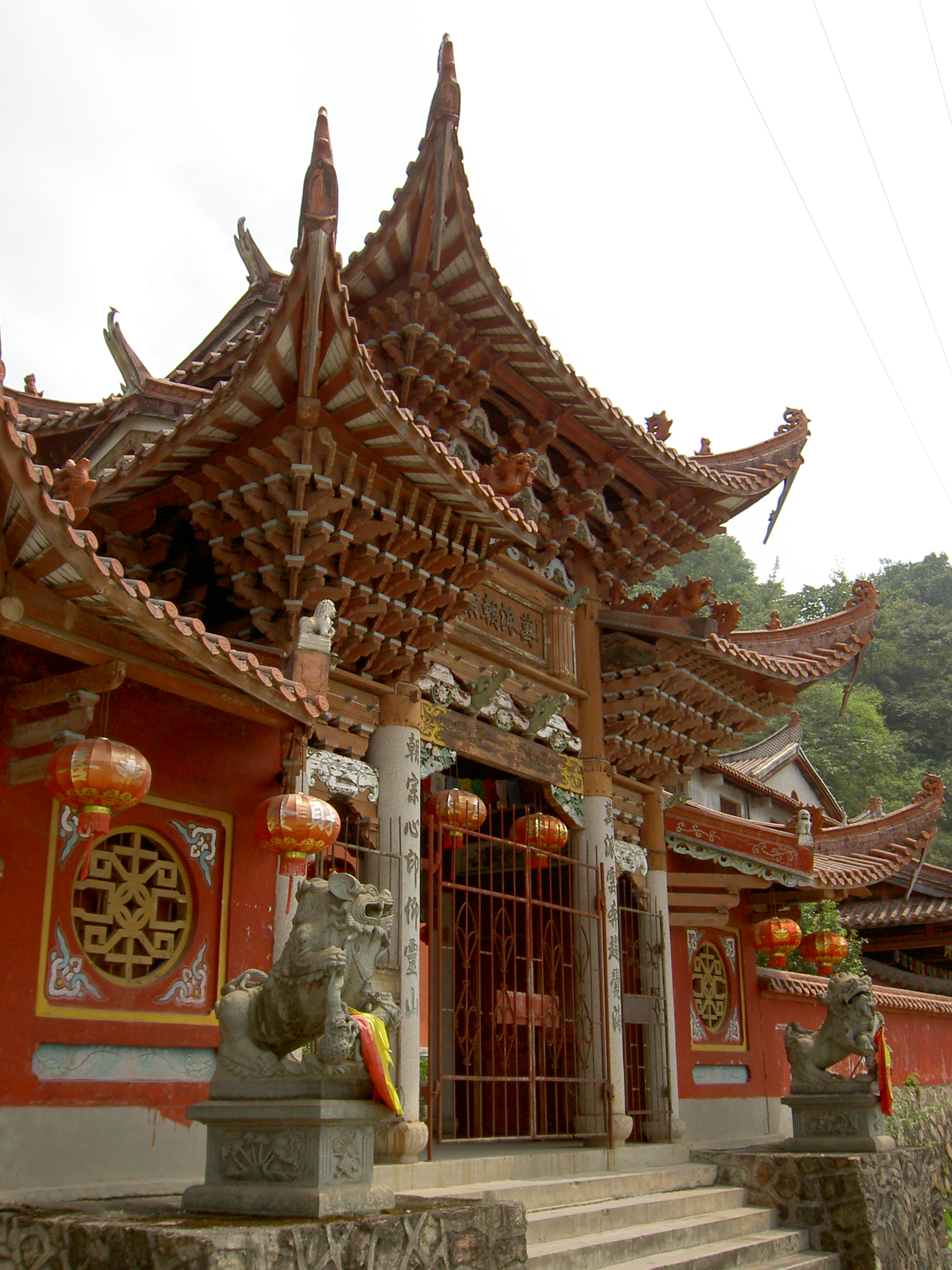
Yunyan-Tempel
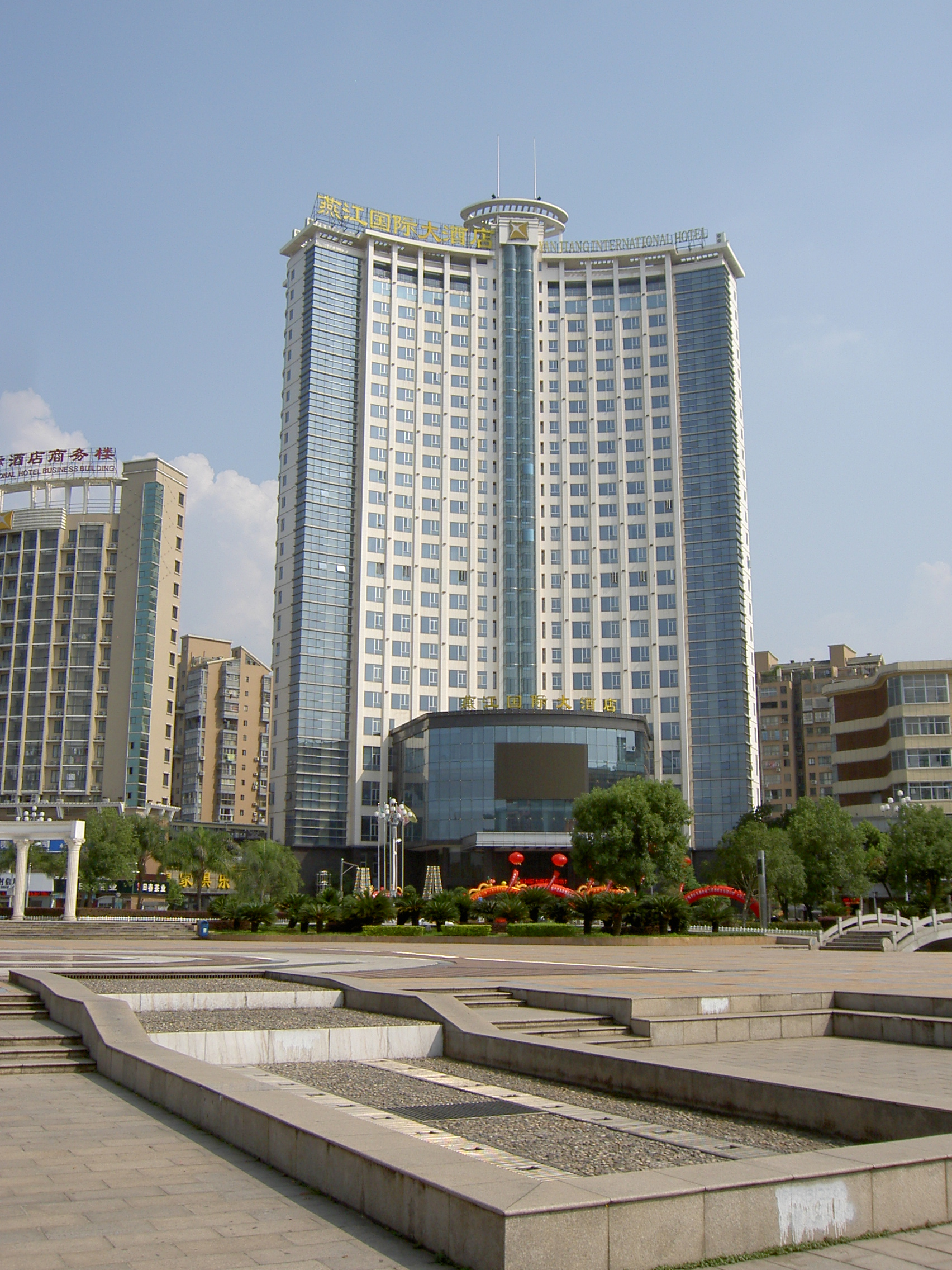
Hotel Yan Jiang International
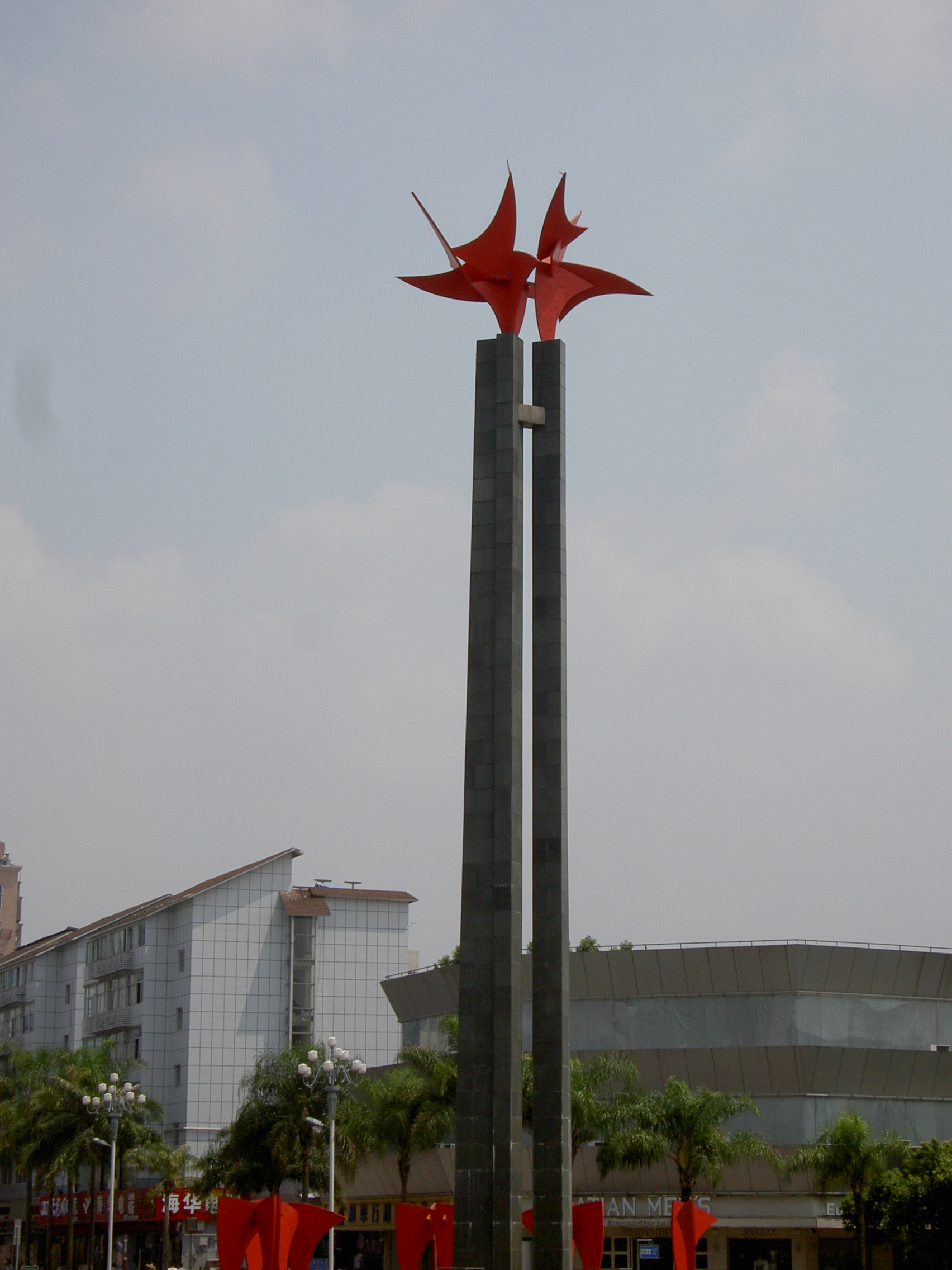
Symbol in der Mitte eines Kreisverkehrs